# Venusgördel
Venusgördel (Cestum veneris) är en kammanet som förekommer i Medelhavet och varma och tropiska havsområden i Atlanten och Stilla havet. Dess säregna utseende skiljer den från andra kammaneter, kroppen är platt och bandformig och kan nå en längd på 1,5–2 meter och är 5–8 centimeter bred. Endast kammaneten Velamen parallelum, som hör till samma familj som venusgördel, har en liknande bandformig kropp, men denna art blir sällan över 15 centimeter lång. En ung venusgördel är genomskinlig, men de äldre får ofta en violett ton och kan skimra i grönblått eller blått.

## Levnadssätt
Venusgördel lever i öppet vatten och fångar små organismer som plankton. Den kan simma genom böljande rörelser med kroppen. Kammaneten är en hermafrodit och producerar både ägg och spermier. Fortplantningen sker genom att ägg och spermier samtidigt släppts ut i vattnet.